# クレア・マッカーデル
クレア・マッカーデル（Claire McCardell、1905年-1958年）は、アメリカ合衆国のファッションデザイナー。

## 来歴

### 生い立ち
メリーランド州フレデリックで、裕福な銀行家の家庭に生まれる。幼い頃からファッションに興味を抱き、子どものころ、スポーツをしている際に、女性服が実用的でないことに失望を覚えたという。フッド・カレッジで二年間学んだ後、1925年、ニューヨーク芸術工芸学校(現パーソンズ・ニュー・スクール・フォー・デザイン)に入学。在学中、パリに留学し、マドレーヌ・ヴィオネのバイアスカットの作品に大きな影響を受けた。1928年に卒業。当初はファッション・イラストレーターを志望していたが、様々な職を転々とすることになる。

### デザイナー
1931年、ファッションデザイナーのリチャード・ターフに出会い、タウンリーフロック社に入社、アシスタント・デザイナーの職を得る。数ヵ月後、ターフがボート事故で死去、それを機に彼女はデザイナーとして一本立ちすることになる。1939年、ハティ・カーネギー社に移るが、オートクチュールを期待していた顧客に彼女のデザインが受け入れられず、1940年、再びタウンリーフロックに戻る。同年、自身の名を冠したブランド『クレア・マッカーデル』を設立。以降、数々のヒット作を生み出した。また、マッカーデルは容姿・スタイルにも恵まれ、モデルとしても活躍していた。1944年に結婚、またこの年、コティ賞（Coty Award）も受賞した。

### アメリカンルックのシンボル
第二次世界大戦によってフランスのファッション業界が打撃を受けたことを受け、アメリカの百貨店では既製服を主役とした自国のデザイナーや製品を売り出すようになり、『アメリカンルック』という言葉が生まれる。その一連のキャンペーンの中心的存在がマッカーデルであった。彼女の名声は高まり、1952年には、タウンリーフロックの共同経営者にもなった。しかし、6年後の1958年、癌で死去。長年の功績が認められ、コティ・アメリカン・ファッションの殿堂入りを果たした。

## デザインの特徴
1930年代から1950年代にかけて、シンプルで機能的、さらにスタイリッシュな女性服を作り、女性服に革命を起こした一人である。マッカーデルのターゲットは常に中産階級にあり、世に送り出した作品のほとんどは、スポーツウェアをベースとした中級価格の既製服であった。装飾性よりも機能性を重視、若い頃に傾倒したマドレーヌ・ヴィオネの影響を受け、バイアスカットを使用した着心地の良いデザインを追求し、素材にもブルージーンズやジャージ、キルトなど、丈夫かつ機能性を重視したものが用いられている。
また、彼女の活躍によって、それまでフランスのファッションの強い影響下にあったアメリカに、独自のファッション文化を作り上げた功績も大きい。そのため、アメリカンスタイルの創始者の一人として評価されている。